# Међународни комунистички покрет
Међународни комунистички покрет је део левичарских политичких покрета која се базира на политичкој идеологији комунизма и марксизма-лењинизма. Он настојати да на принципијелан начин и под равноправним условима успостави и развије свестрану сарадњу са партијама и покретима на Сведској левици у циљу заједничке борбе против оживљавања неофашизма, национал-шовинизма, сепаратизма, сецесионизма, империјализма, односно носилаца новог светског поретка и такозваног мрачњаштва сваке врсте. Првенствени задатак у тој борби је одбрана виталних интереса планете земље, победа прогреса, правде и истине. Задатак међународног комунистичког покрета је да активно учествује у међународној сарадњи комуниста и свих других напредних снага у свету. Пролетерски интернационализам је основни критеријум којим се међународни комунистички покрет руководи приликом успостављања и развијања сарадње са братским комунистичким партијама и покретима у свету, данас међународни комунистички покрет залаже се за институционализовање међународних односа међу комуниста свих земаља и за оснивање међународне комунистичке организације.